# Ludvig Vilhelm Dahl
Ludvig Vilhelm Dahl, född 18 oktober 1826 i Bergen, död 2 november 1890 i Kristiania, var en norsk läkare.
Dahl blev cand. med. 1851 och studerade därefter psykiatri utanför Norge. Han var förste underläkare på Gaustad sindsygeasyl vid Kristiania 1855-61 och ämbetsman på Inrikesdepartementets medicinalkontor 1864-68, där han gjorde viktiga insatser för ordnandet av den norska sinnessjukvården. Han blev 1871 direktör för Rotvolls sinnessjukanstalt vid Trondheim, vilken inrättats på hans förslag, och 1875 direktör för det civila medicinalväsendet i Norge.
Dahl författade en rad skrifter, i huvudsak inom psykiatrin, av vilka de mest kända är Bidrag til kundskab om de sindssyge i Norge (1859) och den av "Folkeoplysningsselskabet" utgivna Den offentlige sundhedspleie med hensyn til norske forhold (1879). På världsutställningen i Paris 1878 fick han silvermedalj och även Académie nationale’s guldmedalj för sina grafiska framställningar av sjukdoms- och dödsorsaker i Norge. För liknande grafiska framställningar utförda av honom fick norska Medicinalstyrelsen medalj av 1:a klassen vid den hygieniska utställningen i Bryssel 1876. Vid Uppsala universitets jubelfest 1877 promoverades han till medicine hedersdoktor.
Dahl hade även stort konstintresse och efterlämnade icke obetydliga konstsamlingar. I sin diktcykel Værn og fæste (1889, anonym) uttalade han en idealistisk världsåskådning.